# Europass
Europass es un currículum europeo común que sirve para velar por la transparencia de las cualificaciones y las competencias, desarrollado en el año 2004, con objeto de ayudar a los ciudadanos de la Unión Europea a presentar sus capacidades y cualificaciones de una manera sencilla y fácilmente comprensible en Europa (en los Estados miembros de la UE, y países parte del Espacio Económico Europeo ) y así facilitarles la movilidad y posibilitarles nuevas oportunidades para estudiar o trabajar en el extranjero.
El Europass está formado por cinco documentos:
1. Curriculum vitae Europass.
2. Pasaporte de Lenguas Europass.
3. Documento de Movilidad Europass.
4. Suplemento Europass al Título de Técnico/Certificado de Profesionalidad.
5. Suplemento Europass al Título Superior.

## Historia de Europass
En 1998, la Comisión Europea y el Cedefop (Centro Europeo para el Desarrollo de la Formación Profesional) crearon el Foro Europeo sobre la Transparencia de cualificaciones profesionales, para fomentar la colaboración entre los agentes sociales y representantes de las administraciones nacionales de la formación. Su objetivo era eliminar los obstáculos a la movilidad, producidos por la falta de transparencia en las cualificaciones profesionales. El resultado de la cooperación fue la creación de dos documentos: el Currículum Vítae Europeo y el Suplemento al Título/Certificado.
Tres documentos más, el Suplemento al Título Superior, el documento de Movilidad y el Pasaporte de Lenguas, fueron elaborados a finales de los noventa del siglo XX.
En 2002, en la Declaración de Copenhague, se determinó que había que «incrementar la transparencia de la formación profesional por aplicación y racionalización de herramientas y redes, lo que incluye integrar instrumentos ya existentes, como el CV Europeo, los Suplementos al Certificado y al Título superior, el Marco Común Europeo de Referencia para las Lenguas y la iniciativa Europass en un único marco». Para realizar este trabajo, en 2003 la Comisión Europea preparó una propuesta de Decisión del Parlamento y el Consejo Europeos sobre un Marco único para la transparencia de cualificaciones y competencias (Europass) que fue aprobada en diciembre de 2004 por el Parlamento y el Consejo Europeos.

## Documentos Europass

### Currículum Vitae Europass
El Currículum Vitae Europass es un modelo estandarizado común europeo de curriculum vitae que posibilita a los individuos presentar de modo sistemático y cronológico sus cualificaciones y competencias. El CV Europass incluye informaciones sobre datos personales, nivel de estudios y formación, experiencia laboral, competencias lingüísticas y otras competencias adicionales.

### Pasaporte de Lenguas Europass
El Pasaporte de Lenguas Europass es un modelo estandarizado común europeo que posibilita presentar a los individuos sus conocimientos lingüísticos mediante un "cuadro de autoevaluación" que describe sus competencias a la hora de hablar, leer, escuchar y escribir. Incluye también informaciones sobre diplomas obtenidos, cursos a los que ha asistido, así como contactos relacionados con otras lenguas y culturas. El Pasaporte de Lenguas Europass forma parte del Portfolio Europeo de las Lenguas.

### Documento de Movilidad Europass
El Documento de Movilidad Europass es un documento personal que anota formalmente los períodos de aprendizaje o formación que el individuo realizó en el extranjero.

### Suplemento Europass al Título de Técnico/Certificado de Profesionalidad
El Suplemento Europass al Título de Técnico/Certificado de Profesionalidad es un documento adjunto al Título de Técnico de Formación Profesional o del Certificado de profesionalidad que facilita la comprensión y el reconocimiento de la formación del individuo en el extranjero. El Suplemento al Título/Certificado de Profesionalidad contiene una descripción de la naturaleza de la formación de la persona, incluyendo los conocimientos, las capacidades y las competencias adquiridas en la formación.

### Suplemento Europass al Título Superior
El Suplemento Europass al Título Superior es un documento adjunto al título oficial de enseñanza superior universitaria o de formación profesional.